# ريتشارد ك. هنتر
ريتشارد ك. هنتر (بالإنجليزية: Richard C. Hunter)‏ هو قاضي ومحامي وسياسي أمريكي، ولد في 3 ديسمبر 1884 في ويست بوينت في الولايات المتحدة، وتوفي في 23 يناير 1941 في توسان في الولايات المتحدة. حزبياً، نشط في الحزب الديمقراطي. وقد انتخب عضو مجلس الشيوخ الأمريكي.